# 李芳 (1895年)
李芳（1895年—20世纪？），字联芳，湖北省黄陂县人。

## 生平
李芳早年就读于武昌文华大学，后赴英国、法国留学。回国后，历任国民政府外交部湖南特派员、江汉关监督兼国民政府特派湖北交涉员、外交部视察专员等职。1934年赴苏联出任中华民国驻新西伯利亚总领事。抗日战争期间加入汪精卫政权，并曾任湖北省政府委员，驻德国大使兼驻罗马尼亚公使、驻丹麦公使、驻匈牙利公使。